# حادثه شیبویا
حادثه شیبویا (به ژاپنی: 渋谷事件، Shibuya Jiken)، یک رویارویی خشونت‌آمیز بود که در ژوئن ۱۹۴۶ بین گروه‌های رقیب در نزدیکی ایستگاه شیبویا در توکیو، ژاپن رخ داد. سال‌های پس از جنگ جهانی دوم، ژاپن به عنوان کشوری شکست‌خورده دیده می‌شد و مردم ژاپن مجبور بودند در بسیاری از جنبه‌های زندگی روزمره بداهه‌پردازی کنند. در هرج و مرج بهبود پس از جنگ، بازار سیاههای بزرگ و بسیار پرسود در سراسر ژاپن گشوده شد. باندهای مختلف برای کنترل این بازارها می‌جنگیدند. همچنین بسیاری از سانگوکوجین غیرژاپنی در ژاپن پس از جنگ وجود داشتند. این سانگوکوجین‌ها یا «افراد کشور ثالث» تابعان سابق امپراتوری ژاپن بودند که تابعیت آنها سپس به کشورهای دیگری مانند چین و کره (کشور) منتقل شد. حادثه شیبویا شامل شهروندان سابق ژاپنی، اهل تایوان تحت حاکمیت ژاپن بودند که علیه باندهای بومی ژاپنی یاکوزا می‌جنگیدند. پس از مبارزه، کومینتانگ برای دفاع از تایوانی‌ها پیش قدم شد.

## پس زمینه

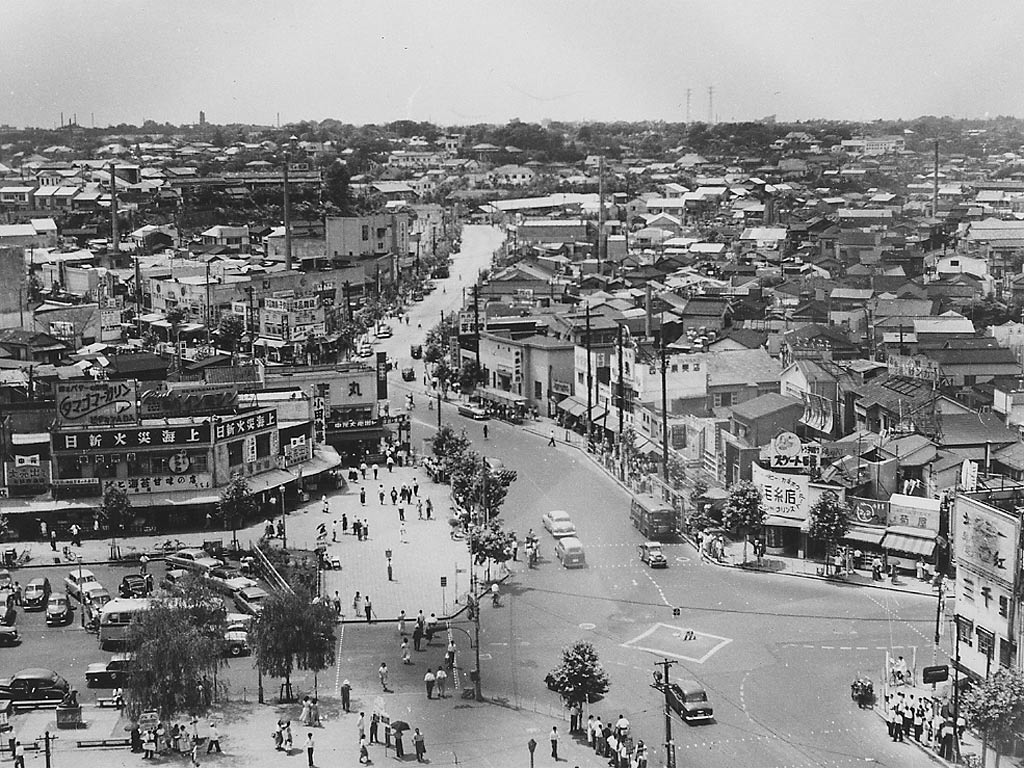
شیبویا، توکیو، در سال ۱۹۵۲

### ژاپن پس از جنگ
حملات هوایی میلیون‌ها نفر را در مراکز شهری آواره کرده بود و مسئله کمبود مواد غذایی که به دلیل برداشت‌های بد و تقاضای جنگ ایجاد شد، با توقف واردات مواد غذایی از کره، تایوان و چین بدتر شد. بازگرداندن ژاپنی‌های مقیم سایر نقاط آسیا تنها مشکلات ژاپن را تشدید کرد زیرا این افراد آواره فشار بیشتری بر منابع کمیاب وارد کردند. بیش از ۵٫۱ میلیون ژاپنی طی پانزده ماه پس از ۱ اکتبر ۱۹۴۵ به ژاپن بازگشتند. مشکلات عمده خستگی عمیق، پایین آمدن روحیه و ناامیدی آنقدر گسترده بود که به آن «وضعیت کیوداتسو» به معنی «بی‌حسی‌ذهن» یا «حالت رخوت» "وضعیت کیوداتسو" (虚脱状態 kyodatsujoutai). تورم بیداد می‌کرد و بسیاری از مردم حتی برای خرید اساسی‌ترین کالاها به بازار سیاه روی می‌آوردند.

### بازارهای سیاه
بازارهای سیاه جزو اولین نهادهای اقتصادی بودند که پس از شکست ژاپن به وجود آمدند. مردمی که به غذا و مایحتاج اولیه ناامید بودند به بازار سیاه با قیمت‌های متورم آن روی آوردند زیرا خطوط رسمی عرضه و فروشگاه‌ها یا از بین رفته بود یا چیزی برای فروش نداشتند. چهار روز پس از تسلیم ژاپن در ۱۴ اوت ۱۹۴۵، باند اوزو یک آگهی را در روزنامه‌ها گذاشت و از صاحبان کارخانه‌ها که تا آن زمان فقط به ارتش می‌فروختند، خواست به مقر باند بیایند و دربارهٔ توزیع محصولات خود وارد گفتگو شوند. در محل شینجوکو در توکیو، گروه اوزو بازار بزرگی را در نزدیکی ایستگاه ایجاد کردند و تا سپتامبر ۱۹۴۵ تابلوی عظیمی با ۱۱۷ لامپ صد واتی داشت که موقعیت آن را تبلیغ می‌کرد. آنقدر روشن بود که از چندین مایل دورتر دیده می‌شد. سود بسیار زیاد بود و فروشندگان - که به «بادام زمینی» معروف بودند - روزانه ۵۰ ین درآمد داشتند. (در مقایسه، معلمان حقوق ماهیانه ۳۰۰ ین دریافت می‌کردند). باندهای دیگر نیز از این روند پیروی کردند و بازارهای روباز در سراسر ژاپن به وجود آمدند. حدود ۳۰ درصد از کسانی که در بازارها کار می‌کردند «افراد کشور ثالث» بودند.

### افراد کشور ثالث
پس از تسلیم امپراتوری ژاپن، سرزمین‌هایی که (اغلب برای چندین دهه) تحت کنترل داشت، از هم پاشیده شد تا کشورهای جدیدی مانند کره شمالی و کره جنوبی، یا ژاپن اشغال شده توسط نیروهای متفقین تشکیل شود. در پاسخ، دولت ژاپن مردمان این مکان‌ها را خارجی می‌دانست، اگرچه آنها هنوز تابعیت ژاپنی داشتند. هزاران نفر از این افراد تصمیم گرفته بودند به ژاپن مهاجرت کنند. آنها را «مردم کشور ثالث» یا «مردم ملیت سوم» می‌نامیدند (دای سان-کوکوجین در زبان ژاپنی). بدون داشتن کار حتی برای ژاپنی‌ها و با هزاران پناهنده که هر روز از مستعمرات سابق برمی‌گشتند، فرصت کمی برای مردم کشورهای ثالث وجود داشت و به همین دلیل آنها «به‌طور انبوه» به بازارهای سیاه و سایر فعالیت‌های زیرزمینی روی آوردند.

## جنگ بین گروه‌ها
با پول هنگفتی که باید به دست می‌آمد و جریان‌های نژادپرستانه در حال جوشیدن بود، دعوا برای کنترل بازارها احتمالاً اجتناب‌ناپذیر بود. در ژوئن ۱۹۴۶ دعوا بین گروه‌های تایوانی و یک گروه ژاپنی یاکوزا، ماتسوبای-کای درگرفت. خارج از ایستگاه پلیس شیبویا بیش از هزار نفر از اعضای ماتسوبا-کای با صدها عضو باند تایوانی با قمه، لوله‌های فلزی و تعدادی سلاح گرم کوچک جنگیدند. هفت تایوانی کشته و سی و چهار زخمی شدند. پلیس ژاپن نیز متحمل تلفات شد: یک پلیس کشته و یک پلیس دیگر زخمی شد. عموم مردم ژاپن از هرج و مرج خشمگین شدند و آسیایی‌های غیرژاپنی و بی کفایتی پلیس ژاپن را مقصر دانستند. تنش‌ها بین جوامع کره ای و تایوانی نیز افزایش یافت.
بیش از چهل مرد تایوانی در ارتباط با این حادثه دستگیر شدند، اما پرونده آنها به سرعت توسط بخش چینی فرماندهی متفقین در توکیو مورد بررسی قرار گرفت. محاکمه عمومی و دولت ژاپن نیز مجبور شد پلیس توکیو را که در این حادثه دخیل بودند محاکمه کند، چیزی که در ژاپن سابقه نداشت. محاکمه منجر به سی و پنج محکومیت شد. احکام یا کار سخت یا تبعید بود. این محاکمه جمعیت چینی در ژاپن را مورد توجه قرار داد. چینی‌ها از نفوذ خود در فرماندهی متفقین برای اعطای موقعیت ویژه به چینی‌های قومی استفاده کردند و به آنها حقوق ویژه از جمله جیره اضافی دادند، امتیازی که به کره ای‌های قومی اعطا نشد.